# Alexander Grasshoff
 (décembre 2021).
La mise en forme du texte ne suit pas les recommandations de Wikipédia : il faut le « wikifier ».
Les points d'amélioration suivants sont les cas les plus fréquents :
- Les titres sont pré-formatés par le logiciel. Ils ne sont ni en capitales, ni en gras.
- Le texte ne doit pas être écrit en capitales (les noms de famille non plus), ni en gras, ni en italique, ni en « petit »…
- Le gras n'est utilisé que pour surligner le titre de l'article dans l'introduction, une seule fois.
- L'italique est rarement utilisé : mots en langue étrangère, titres d'œuvres, noms de bateaux, etc.
- Les citations ne sont pas en italique mais en corps de texte normal. Elles sont entourées par des guillemets français : « et ».
- Les listes à puces sont à éviter, des paragraphes rédigés étant largement préférés. Les tableaux sont à réserver à la présentation de données structurées (résultats, etc.).
- Les appels de note de bas de page (petits chiffres en exposant, introduits par l'outil «  Source ») sont à placer entre la fin de phrase et le point final[comme ça].
- Les liens internes (vers d'autres articles de Wikipédia) sont à choisir avec parcimonie. Créez des liens vers des articles approfondissant le sujet. Les termes génériques sans rapport avec le sujet sont à éviter, ainsi que les répétitions de liens vers un même terme.
- Les liens externes sont à placer uniquement dans une section « Liens externes », à la fin de l'article. Ces liens sont à choisir avec parcimonie suivant les règles définies. Si un lien sert de source à l'article, son insertion dans le texte est à faire par les notes de bas de page.
- La présentation des références doit suivre les conventions bibliographiques. Il est recommandé d'utiliser les modèles {{Ouvrage}}, {{Chapitre}}, {{Article}}, {{Lien web}} et/ou {{Bibliographie}}. Le mode d'édition visuel peut mettre en forme automatiquement les références.
- Insérer une infobox (cadre d'informations à droite) n'est pas obligatoire pour parachever la mise en page.

Pour une aide détaillée, merci de consulter Aide:Wikification.
Si vous pensez que ces points ont été résolus, vous pouvez retirer ce bandeau et améliorer la mise en forme d'un autre article.
Alexander Grasshoff (né le 10 décembre 1928 à Boston et mort le 5 avril 2008 à Los Angeles) est un réalisateur et réalisateur de documentaires américain qui a reçu trois nominations aux Oscars.

## Biographie
Né à Boston (Massachusetts), Alexander Grasshoff a obtenu un baccalauréat en cinéma à l'université de Californie du Sud et a commencé sa carrière dans la salle du courrier de Paramount en 1951 en travaillant comme assistant rédacteur, puis rédacteur en chef. Il a fait ses débuts en tant que réalisateur dans un film policier The Jailbreakers diffusé par American International Pictures qu'Alexander Grasshoff a également écrit et produit.
Avec son collègue producteur Robert Cohn, il est probablement mieux connu pour avoir écrit et réalisé le documentaire Young Americans, qui "a remporté" un Oscar du meilleur documentaire en avril 1969. Cependant, l'Académie des arts et des sciences du cinéma a vite découvert que le film avait été montré pour la première fois en octobre 1967, le rendant ainsi inéligible pour un prix de 1968 et le statut d'Oscar a été révoqué. Alexander Grasshoff, qui aurait couché avec l'Oscar la première nuit, a également réalisé des films nommés aux Oscars, The Really Big Family (1966) et Journey to the Outer Limits (1973). Il a également réalisé le primé The Wave (1981), basé sur l'expérience The Third Wave de Ron Jones, et Future Shock (1972), basé sur le livre d'Alvin Toffler et animé par Orson Welles.
Alexander Grasshoff est décédé le 5 avril 2008 à son domicile de Los Angeles des complications d'un pontage à la jambe[1]. Il laisse dans le deuil son épouse de 38 ans, Madilyn Clark Grasshoff, et deux sœurs, Yrsa Grasshoff et Edith Rand.

## Filmographie

### Comme réalisateur
- 1960 : The Jailbreakers
- 1963 : Hollywood and the Stars (série télévisée, 1 épisode)
- 1965 : National Geographic Specials (série télévisée, documentaire)
- 1966 : Love on a Rooftop (série télévisée, 1 épisode)
- 1966 : The Really Big Family (documentaire court)
- 1966 : Destination Safety (téléfilm, documentaire)
- 1967 : Young Americans (documentaire)
- 1972 : Future Shock (documentaire)
- 1972 : Wacky Taxi
- 1973 : Journey to the Outer Limits (documentaire)
- 1973–1974 : Toma (série télévisée, 4 épisodes)
- 1974 : Crackle of Death (téléfilm)
- 1974 : Get Christie Love! (série télévisée)
- 1974 : The Rookies (série télévisée, 1 épisode)
- 1974 : 200 dollars plus les frais (The Rockford Files) (série télévisée, 2 épisodes)
- 1974 : Dossiers brûlants (Kolchak: The Night Stalker) (série télévisée, 3 épisodes)
- 1975 : L'aventure est au bout de la route (Movin' On) (série télévisée, 1 épisode)
- 1975-1976 : Barbary Coast (série télévisée, 4 épisodes)
- 1977 : Le Dernier Dinosaure (The Last Dinosaur)
- 1977 : CHiPs (série télévisée)
- 1978 : Smokey and the Good Time Outlaws
- 1981 : La Vague (The Wave) (téléfilm)
- 1982 : Counterattack: Crime in America (documentaire télévisé)
- 1982 : The Unforgivable Secret (ABC Afterschool Special, téléfilm)
- 1982 : Sometimes I Don't Love My Mother (ABC Afterschool Special, téléfilm)
- 1984 : Backwards: The Riddle of Dyslexia (ABC Afterschool Special, téléfilm)
- 1984 : Billions for Boris
- 1985 : I Want to Go Home (ABC Afterschool Special, téléfilm)

### Comme scénariste
- 1960 : The Jailbreakers
- 1964 : Hollywood and the Stars (série télévisée, 2 épisodes)
- 1967 : Young Americans (documentaire)
- 1972 : Wacky Taxi